# フェンリズ
ギルヴェ・フェニス・ナゲル（Gylve Fenris Nagell、本名Leif Nagell、1971年11月28日 - ）は、ノルウェーのミュージシャン、パートタイム音楽ジャーナリスト、オンラインラジオ番組「Radio Fenriz」の司会者。ブラックメタル・バンド「ダークスローン」の「フェンリズ（Fenriz ）」名義で知られる。主にドラマー、ソングライターとして活動しているが、他のバンドでもベースやギターを演奏し、ボーカルも担当している。また、ドゥームメタル・バンド「ヴァルホール」のスタジオ・ドラマーとしての活動の他にソロプロジェクトとしてフォークブラックメタル・プロジェクト「アイゼンガルド」やダーク・アンビエント・プロジェクト「ネプチューン・タワーズなどの活動を行なっている。
また、メタル音楽に関する百科事典的な知識、アンダーグラウンド・バンドとDIY精神の熱心な推進、「音楽業界のショービズ的側面」の拒絶で有名である。

## 来歴
フェンリーズが初めてヘヴィメタルに触れたのは子供の頃で、誕生日に叔父からユーライア・ヒープのアルバム『スウィート・フリーダム』をもらった。16歳で学校を中退し、音楽活動のためにフルタイムで働き始める。1986年にデスメタルバンド「Black Death」をIvar Enger、Anders Risbergetと共に結成。1988年にはテッド・スケラム（ノクターノ・クルト）が加わり、ダークスローンと改名した。1991年に初のデスメタル・アルバムをリリースした後、バンドは音楽スタイルを変え、初期ノルウェーのブラックメタル・シーンを代表するバンドのひとつとなった。フェンリズは、バソリーとセルティック・フロストには消極的な関心を持っていたというが、ハンガリーのトーメンターの曲を聴くまではブラックメタルの「暗さ」を理解していなかったと主張する。また、ダークスローンは、ブラックメタルシーンの他バンドによる教会放火や殺人には関与しておらず、フェンリズは、それらの行為に対して「誇大広告」と非難している。
1993年以来、ダークスローンはノクターノ・クルトとデュオユニットとして活動を開始し、アルバム『Transilvanian Hunger』（1994年）と『Panzerfaust』（1995年）では、全てフェンリズが全楽器を演奏し、レコーディングした。1980年代後半から1990年代半ばにかけて、フェンリズはフォークブラックメタル・プロジェクトのアイゼンガルドやダーク・アンビエント・プロジェクトのネプチューン・タワーズなど、いくつかのソロ・プロジェクトも立ち上げた。また、ヴァルホールというバンドのドラマーとして3枚のスタジオ・アルバムに参加した。1990年代にはフォーク・メタル・バンドStormをSigurd Wongravenと共同で結成し、1枚のアルバムをリリースした。　
2004年、ダークスローンはアルバム『Sardonic Wrath』でノルウェー・アラーム賞のノミネートを辞退した理由として、フェンリズは「俺たちは音楽業界のきらびやかでショービズ的な部分には興味がない」と語っている。ヴァーグ・ヴィカーネスと共に2008年のブラック・メタル・ドキュメンタリー映画『Until The Light Takes Us』の主な焦点となっている。
2016年、フェンリズが地元のオッペゴール市議会議員に当選したことが大きく報じられ、彼は自由党の代議員として4年間の任期で選出された。彼は「大きな会議に出席するいつもの人たちが病気か何かで欠席したときに、自分が代わりに出席しなければならない」と説明した。また彼は「彼らから電話があり、（控え代表の）リストに載りたいかと聞かれた。私はこう答えた。リストでは18位くらいになるだろうし、特に何もする必要はないと思っていた」と語った。本当は、当選はしたいと思っておらず「Please Don't Vote For Me (俺に投票するな)」とのスローガンで愛猫を抱くポスターを掲出した結果、当選してしまった。
フェンリズは故郷のコルボトンに住んでいる。ガーディアン紙によると、フェンリズは「長い間アンダーグラウンド・シーンのヒーローであり」、「新しい音楽を発掘し、熱狂的に宣伝することに執着している」と評された。メタル雑誌『アイアン・フィスト』は、彼が「歩くメタル百科事典」としての評判を持っていると述べている。フェンリズは、アンダーグラウンド・メタル・フェスティバル「Live Evil」の出演者を紹介するブログ「Band of the Week」を作成した。フェンリズは1980年代後半から郵便局でアルバイトをしていることで有名で、そのおかげで毎週何時間も新しい音楽を聴くことができると語っている。また、ノルウェーのテレビ番組で森林ハイキングについて出演したこともある。

## 参加バンド
- ダークスローン - ドラム、ベース、リズムギター、ボーカル、作詞（1986年 - ）
- ヴァルホール - ドラム（1987年 - 1989年、1993年 - 、2007年 - ）
- Fenriz' Red Planet（1993年 - ）
- アイゼンガルド（1989年-1995年） - ソロ・プロジェクト
- ネプチューン・タワーズ（1993-1995）- ソロ・プロジェクト
- Dødheimsgard - ベース、ヴォーカル（1994-1995）
- ストーム - ドラム、ボーカル (1995年) - サテリコンのサティアー、Kari Rueslåttenと共演
- エイボン - ドラム（1999年）- サテリコンのサティアー、NecrophagiaのKilljoy、パンテラのフィル・アンセルモと共演
- Fuck You All - ベース（2002年）
- Regress FF（1994年）- ソロ・プロジェクト